# 동경 82도
동경 82도(東經82度)는 본초 자오선에서 동쪽으로 82도 떨어진 경선이다. 북극점에서 시작하여 북극해, 아시아, 인도양, 남극해, 남극을 거쳐 남극점에 이른다.
동경 82도는 서경 98도와 이어져 지구의 둘레를 이룬다.
북극점에서 남극점까지 동경 82도선은 다음 지역을 지나간다.
| 좌표                                                  | 나라, 지역, 해역 | 주석 |
| ----------------------------------------------------- | ---------------- | --- |
| 북위 90° 0′ 동경 82° 0′  / 북위 90.000° 동경 82.000°  | 북극해           | |
| 북위 81° 7′ 동경 82° 0′  / 북위 81.117° 동경 82.000°  | 카라해           | 우예디네니야 섬 바로 서쪽을 지나감 |
| 북위 75° 53′ 동경 82° 0′  / 북위 75.883° 동경 82.000° | 러시아           | 폴로기세르제예바 섬 |
| 북위 75° 52′ 동경 82° 0′  / 북위 75.867° 동경 82.000° | 카라해           | |
| 북위 75° 30′ 동경 82° 0′  / 북위 75.500° 동경 82.000° | 러시아           | 아륵티체스코고인스티투타 군도 |
| 북위 75° 7′ 동경 82° 0′  / 북위 75.117° 동경 82.000°  | 카라해           | |
| 북위 73° 37′ 동경 82° 0′  / 북위 73.617° 동경 82.000° | 러시아           | |
| 북위 72° 17′ 동경 82° 0′  / 북위 72.283° 동경 82.000° | 예니세이 만      | |
| 북위 71° 41′ 동경 82° 0′  / 북위 71.683° 동경 82.000° | 러시아           | |
| 북위 50° 48′ 동경 82° 0′  / 북위 50.800° 동경 82.000° | 카자흐스탄       | |
| 북위 45° 9′ 동경 82° 0′  / 북위 45.150° 동경 82.000°  | 중화인민공화국   | 신장 위구르 자치구 티베트 자치구 |
| 북위 30° 20′ 동경 82° 0′  / 북위 30.333° 동경 82.000° | 네팔             | |
| 북위 27° 56′ 동경 82° 0′  / 북위 27.933° 동경 82.000° | 인도             | 우타르프라데시 주 마디아프라데시 주 차티스가르 주 마디아프라데시 주 차티스가르 주 오디샤 주 차티스가르 주 오디샤 주 안드라프라데시 주 |
| 북위 16° 25′ 동경 82° 0′  / 북위 16.417° 동경 82.000° | 인도양           | 스리랑카 바로 동쪽을 지나감 |
| 남위 60° 0′ 동경 82° 0′  / 남위 60.000° 동경 82.000°  | 남극해           | |
| 남위 65° 47′ 동경 82° 0′  / 남위 65.783° 동경 82.000° | 남극             | 오스트레일리아령 남극 지역, 오스트레일리아가 영유권을 주장한다.                                                                       |
| 남위 66° 29′ 동경 82° 0′  / 남위 66.483° 동경 82.000° | 남극해           | 배리어 만 |
| 남위 67° 24′ 동경 82° 0′  / 남위 67.400° 동경 82.000° | 남극             | 오스트레일리아령 남극 지역, 오스트레일리아가 영유권을 주장한다.                                                                       |

## 같이 보기
- 동경 81도
- 동경 83도